# 王金星
王金星（？—？），字瑞白，號木玄，河南河南府洛陽縣人。明朝政治人物、進士出身。

## 生平
万历十三年（1585年）乙酉科河南鄉試舉人，十四年丙戌科會試三百三十三名，未殿试，十七年（1589年）己丑科二甲五十三名進士，户部觀政，十一月养病。十九年授刑部主事，二十二年升员外郎，二十三年官刑部郎中，二十四年因问刑忤旨降调，二十五年降六安州同知。
万历三十一年（1603年），前浙江参政刘衍祚舉办崇雅会，與会者十二人：参政刘衍祚、通判周自任（號心伊）、知县王職（號同野）、推官董继祖（號龍陽）、主事李贽（號敬庵）、知州刘泽演（號嵩門）、知县张其化（號洪川）、知县陈东皋（字時鳴）、主事孫瀾（字子源）、通判李希闵（字德仲）、知州张献图（號龍河）、郎中王金星（字瑞白）。

## 家族
曾祖王益。祖父王珮，教授。父王得輔。